# Streptomyces
Os estreptomicetos (Streptomyces) são um grupo especial de bactérias filamentosas importante na decomposição de matéria orgânica. Incluí cerca de 500 espécies, que ocorrem no solo ou na água. São responsáveis pela produção do antibiótico chamado de estreptomicina e ácido clavulânico.  Também produzem antifúngicos, como a anfotericina, antiparasitários como ivermectina e antineoplásicos como bleomicina e antivirais como boromicina.
Raramente causam actinomicetomas em mamíferos e várias doenças em plantas como batatas.